# Leuchtturm Breitenbrunn
Der Leuchtturm Breitenbrunn in Breitenbrunn am Neusiedler See, Bezirk Eisenstadt-Umgebung, Burgenland in Österreich ist eine touristische Attraktion im Seebad und Werbeobjekt. Er ist kein eingetragenes Seezeichen, dient aber tagsüber den Wassersportlern als Orientierung für die Zufahrt in den Gemeindehafen. Neben Werbeaufschriften ist seine genaue Position auf den Turm gemalt.